# Ermita de la Misericòrdia
|  | Per a altres significats, vegeu «Ermita de la Misericòrdia (la Fatarella)». |

L'ermita de la Misericòrdia de Queretes (Matarranya) és una església del segle xvi amb afegits del segle xviii. Segons està gravat a la portada, la construcció original és del 1553. És d'estil gòtic, tot i que incorpora elements d'estil renaixentista. És una església de nau única, de tres trams, coberta amb volta de creueria, amb una capçalera poligonal de cinc trams. Té contraforts potents i algunes capelles laterals, cobertes també amb volta de creueria. A la capçalera s'hi va afegir una sagristia barroca el 1741. Es conserven restes d'edificacions conventuals al voltant de l'ermita.